# Hyde Parker (1714-1782)
Sir Hyde Parker (Tredington, 25 febbraio 1714 – 1782) è stato un ammiraglio britannico, distintosi come ufficiale nel viaggio intorno al mondo compiuto dalla squadra navale al comando di George Anson (1740-1744) nel corso della guerra dell'orecchio di Jenkins. Partecipò poi alla guerra dei sette anni e alla guerra d'indipendenza americana distinguendosi nella battaglia di Grenada e in quella della Martinica. Nel corso della quarta guerra anglo-olandese fu posto al comando della squadra navale britannica, combattendo nel corso della battaglia di Dogger Bank (5 agosto 1781) contro la squadra navale olandese al comando del contrammiraglio Johan Zoutman. Pur riportando una vittoria tattica, non conseguì l'obiettivo di distruggere la flotta nemica, che riuscì a rientrare nella rada di Texel. Una volta rientrato in Inghilterra rimproverò Lord  Sandwich, il Primo lord dell'ammiragliato, per il numero esiguo e l'inadeguatezza delle sue navi, che a suo dire lo avevano privato di una grande vittoria. Nel tentativo di calmare il suo ammiraglio re Giorgio III si recò in visita ufficiale sulla sua nave, ma fu ricevuto freddamente, e alle parole del re che gli chiedeva di non presentare le sue dimissioni rispose: Sire, avete bisogno di uomini più giovani e navi più nuove. Nel 1782 fu nominato comandante in capo delle forze navali britanniche dell'oceano Indiano, in sostituzione del viceammiraglio Sir Edward Hughes, ma mentre viaggiava per raggiungere la nuova destinazione a bordo del vascello da 50 cannoni Cato, la nave scomparve in mare con tutto l'equipaggio.

## Biografia

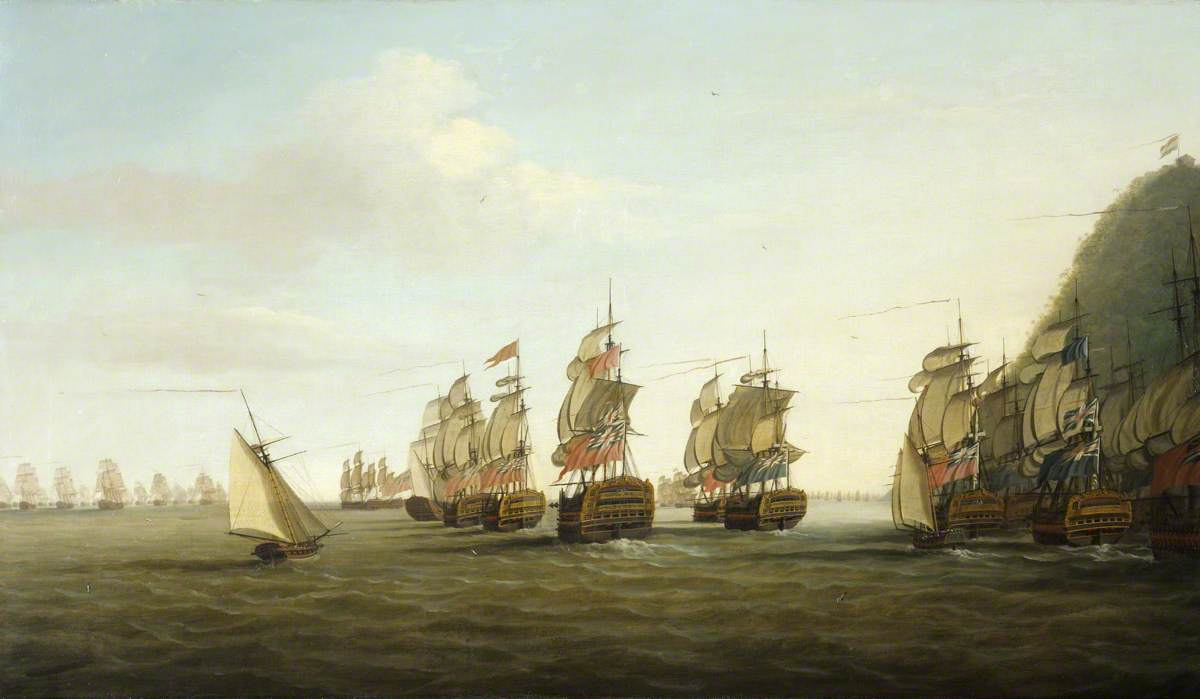
La squadra navale britannica al comando del contrammiraglio Sir Hyde Parker salpa Santa Lucia, in presenza della squadra navale francese al largo, per scortare un convoglio con a bordo 3 000 soldati, il 25 marzo 1780. Dipinto di Dominic Serres.

Nacque a Tredington, Worcestershire, il 25 febbraio 1714, secondo figlio del reverendo Hyde e di sua moglie, Mary Reeves. Iniziò la sua carriera in mare nella marina mercantile, ed entrò nella Royal Navy all'età di ventiquattro anni, e navigò con il commodoro George Anson durante la sua circumnavigazione del globo terrestre (1740-1744), servendo a bordo della Pearl (40 cannoni) e della Gloucester (50 cannoni), in entrambe sotto il comando del capitano Matthew Mitchell, e poi sulla nave ammiraglia Centurion (50 cannoni).
Il 16 gennaio 1745 fu promosso tenente a bordo dell'Harwich (50 cannoni), e sotto il comando del capitano Philip Carteret, salpò per le Indie Orientali. Ha ricoperto vari incarichi in quella stazione navale, tra cui a bordo del Preston (50 cannoni), sotto il comando del conte di Northesk, e della Princess Mary 60, comandata dal capitano Thomas Griffin, nave di bandiera del padre di quest'ultimo il contrammiraglio Thomas Griffin. Il 24 marzo 1748 fu nominato post captain del Lively (20 cannoni) e ritornò con lei in Inghilterra nell'estate dell'anno successivo.
Nel novembre 1751 assunse il comando del vascello da 70 cannoni Vanguard, che prestava servizio portuale, prima di recarsi a Minorca con le truppe nella primavera del 1752, rientrando a Plymouth nel novembre dello stesso anno. Nel 1753 fu impegnato nella protezione della pesca con il nuovo sloop Cruizer (8 cannoni), inviato anche alla ricerca di contrabbandieri sulla costa del Kent, e nell'aprile 1755 salpò dai Downs per unirsi alla flotta a Spithead prima di ritornare alla precedente stazione navale.
Nell'ottobre 1755 divenne comandante della nave postale Squirrel appena varata a Woolwich, con cui si recò in Marocco a negoziare la liberazione di alcuni schiavi cristiani. In quella occasione incorse nell'ira del Sultano per essersi presentato a corte con gli stivali sporchi. In seguito prestò servizio nel Mare del Nord e nell'estuario dell'Elba, impedendo la consegna di foraggio all'esercito francese, intercettandolo e dandogli fuoco a Emden. Ha anche catturato 30 000 ghinee provenienti da Santo Domingo e il corsaro francese Très Vénėrable.
Nell'ottobre 1757 venne nominato comandante della fregata Brilliant (36 cannoni), costruita a Plymouth, una nave con la quale avrebbe catturato molte navi nemiche.  La sua prima cattura importante, in compagnia del Coventry (28 cannoni, capitano Carr Scrope), fu il corsaro Dragon (24 cannoni), e dopo aver affondato l'Intrépide (14 cannoni) al largo di Bayonne, catturò il Nymphe (20 cannoni) di Granville e il Vengeur (12 cannoni) di Dunkerque, trasferendo entrambe le navi a Plymouth nell'aprile 1758. Partecipò alle operazioni del commodoro Lord Howe contro la costa francese durante il resto dell'anno e continuò a catturare prede nel 1759 con la cattura del Marquis de Barail (14 cannoni) di Dunkerque il 3 aprile, che inviò a Kinsale, e il corsaro Basque (22 cannoni) con sede a Bayonne il 17 aprile nei Western Approaches, che fu inviato a Plymouth.
Dopo l'immissione in servizio del vascello Norfolk (74 cannoni), avvenuta nel novembre 1759, salpò per le Indie Orientali nel gennaio 1760 e in estate assunse il comando del Grafton (74 cannoni) quando il Norfolk divenne nave di bandiera del contrammiraglio Charles Stevens.
Partecipò alla cattura di Pondicherry (15 gennaio 1761) e successivamente di Manila (autunno 1762).
Al comando del Panther (60 cannoni), fu inviato con l'Argo (28 cannoni,  capitano Richard King), venne inviato alla ricerca di una delle preziose navi del tesoro spagnola, la Filipino, diretta da Acapulco e Manila. Non la trovarono, ma i due capitani ebbero l'immensa fortuna di scontrarsi, il 31 ottobre, con un'altra nave nemica, il galeone Santísima Trinidad y Nuestra Señora del Buen Fin, diretto da Cavite, nelle Filippine, ad Acapulco. Le due navi catturarono la preda dopo un breve combattimento, e la vendita del carico fruttò la somma di 600 000 sterline dell'epoca, di cui 30 000 ghinee furono la sua parte, e ciò rese ricca la sua famiglia. Rientrato in Inghilterra nel 1764, rimase senza comando per circa una dozzina d'anni, fino a quando non venne nominato comandante del nuovo vascello da 74 cannoni Invincible nel novembre 1776, con cui salpò da Chatham alla fine di febbraio 1777, alzando la sua insegna di commodoro. Durante l'estate compì una crociera tra Ushant e Capo Finisterre, e verso la fine di agosto salpò con un convoglio di quaranta navi mercantili per Gibilterra. Dopo essere ritornato a casa, l'Invincible entrò a Portsmouth per le opportune riparazioni nel gennaio 1778.
Il 23 gennaio 1778 fu promosso contrammiraglio, alzando la sua insegna sul vascello da 74 cannoni Royal Oak, allora al comando del capitano Charles Middleton, e avendo Henry Francis Evans come suo aiutante di bandiera. Al comando di una divisione che era stata distaccata dalla Channel Fleet a Portsmouth in occasione della visita alla flotta da parte del re nel mese di maggio, alla fine salpò da Plymouth per New York il 9 giugno come secondo in comando del viceammiraglio John Byron. Tale squadra navale era stata inviata per affrontare la minaccia rappresentata dalla partenza della spedizione di Tolone del conte d'Estaing diretta in Nord America. Quando la flotta si separò in mezzo all'oceano a seguito di una violenta tempesta, egli riuscì ad arrivare a New York con sei navi di linea il 29 agosto. Dopo la riunificazione delle forze, salpò per le Indie Occidentali con Byron, ma nella battaglia di Grenada, il 6 luglio 1779, le scarse tattiche del suo comandante fecero sì che la sua nuova ammiraglia, la Conqueror (74 cannoni, capitano Harry Harmood), insieme al resto della sua divisione, fosse a malapena impegnata.
Divenuto comandante in capo delle Isole Sottovento al ritorno a casa di Byron e del vice ammiraglio Samuel Barrington, nel mese di agosto, alzò la sua insegna sul vascello da 90 cannoni Princess Royal, mantenendo il capitano Harmood come suo aiutante di bandiera. Aveva anche la responsabilità di sorvegliare la flotta francese di stanza in Martinica dalla sua base a Santa Lucia. Il 18 dicembre 1779 elementi della sua forza navale uscirono precipitosamente dalla baia di Gros Islet e attaccarono un convoglio di ventisei navi francesi, catturando o distruggendole tutte, tranne sette che furono salvate dall'ammiraglio La Motte-Picquet uscito con le sue navi da Port Royal. All'inizio dell'anno successivo inseguì l'ammiraglio francese che aveva navigato a Cape François per scortare un convoglio con sette navi di linea, e bloccò i francesi nella rada di Basseterre, in Guadalupa.
Dopo aver appreso dell'imminente arrivo della flotta di Luc Urbain de Bouëxic, conte de Guichen, ritornò a Santa Lucia dove fu sostituito il 27 marzo dall'ammiraglio Sir George Rodney, che arrivò con quattro navi di linea per unirsi alle sue sedici. Nella successiva battaglia della Martinica (17 aprile 1780)  fu uno dei tanti ufficiali che non capirono le intenzioni di Rodney, causando così un combattimento infruttuoso. Ciò provocò la sua censura ufficiale da parte di Rodney.  Dopo aver partecipato al resto della campagna delle Isole Sottovento da maggio a luglio, rientrò in Inghilterra con un convoglio nell'ultimo mese, alzando la sua bandiera a bordo del vascello da 60 cannoni Medway, e arrivando nel porto di Plymouth il 29 agosto. Sebbene furente per il rimprovero ricevuto da Rodney, e deciso a sporgere reclamo ufficiale all'Ammiragliato, ne fu dissuaso dal capitano Harmood.
Il 26 settembre 1780 fu promosso vice ammiraglio e nel marzo 1781 fu nominato al comando della stazione navale del Mare del Nord, composta da quattro navi di linea e una nave da 50 cannoni, alcune delle quali versavano in cattive condizioni. Dal 20 marzo alzò la sua bandiera a bordo del vascello da 100 cannoni Victory, al comando dapprima del capitano Samuel Clayton e poi di John Howarth, e il 31 maggio si trasferì sul vascello da 74 cannoni Fortitude, capitano George Robertson.
Allo scoppio della quarta guerra anglo-olandese salpò da Leith con la sua squadra alla fine del mese di giugno, e dopo essere stato raggiunto dal commodoro Keith Stewart con il vascello da 74 cannoni Berwick e due fregate, il 5 agosto di quell'anno impegnò combattimento contro una squadra navale olandese al comando del contrammiraglio Johan Zoutman. La battaglia si rivelò infruttuosa, ma con rilevanti perdite tra gli equipaggi delle due squadre, in quanto entrambi i contendenti sparavano non per disalberare le navi nemiche, ma per raderne i ponti e colpire gli equipaggi. Tuttavia la squadra olandese rientrò a Texel e non prese più il mare. Una volta rientrato in Inghilterra rimproverò Lord  Sandwich per il numero esiguo e l'inadeguatezza delle sue navi, che a suo dire lo avevano privato di una grande vittoria. Nel tentativo di calmare il suo ammiraglio re Giorgio III si recò in visita ufficiale sulla sua nave ammiraglia, il vascello da 74 cannoni Fortitude, ma fu ricevuto freddamente, in quanto il viceammiraglio insistette con la sua intenzione di dimettersi e rifiutò il titolo di cavaliere. Alle parole del re egli rispose: Sire, avete bisogno di uomini più giovani e navi più nuove, rassegnando così definitivamente le sue dimissioni.
Con l'insediamento di un nuovo governo, nell'aprile 1782 fu nominato comandante in capo delle forze navali dell'oceano Indiano. Inizialmente avrebbe dovuto salpare sul vascello da 50 cannoni Bristol, ma si imbarcò sul nuovo vascello da 50 cannoni Cato, capitano James Clark, per raggiungere la sua destinazione. La nave salpò dalla Gran Bretagna il 13 ottobre 1782, e raggiunse poi Rio de Janeiro da dove partì il 12 dicembre 1782. Il Cato non fu mai più visto, scomparendo con tutto l'equipaggio. Sposato con Sarah Smithson, originaria del Northumberland del 1734, la coppia ebbe due figli, Harry e Hyde. Prima di scomparire egli affermò di avere adottato il figlio del defunto capitano John Macartney, comandante del vascello da 80 cannoni Princess Amelia, che era stato rimasto ucciso nella battaglia di Dogger Bank.

### Annotazioni
1. ↑  Suo nonno era Sir Henry Parker (1640–1713), 2° Baronetto di Melford Hall, che a sua volta era sposato con una figlia di Alexander Hyde, vescovo di Salisbury.
2. ↑  Quest'ultimo rimasto ferito-
3. ↑  Rodney informò i suoi sottoposti che, dopo aver assunto il comando, Parker non gli aveva fornito un completo rapporto sulla situazione della stazione navale dell'area.
4. ↑  Tranne il vascello Holland che affondò dopo la fine della battaglia a causa dei gravissimi danni riportati allo scafo.

### Fonti
1. 1 2 3 4 5 6 7 8 9 10 11 12 13 14 15 16 17 18 19 20 21 22 23 24 25 26 27 28 29 30 31 32 33 34 35 36 37  More than Nelson.
2. 1 2 3 4 5 6 7 8  Tree Decks.
3. ↑  Colledge, Warlow 2006, p. 63.
4. ↑  Colledge, Warlow 2006, p. 48.
5. ↑  Colledge, Warlow 2006, p. 245.
6. ↑  Colledge, Warlow 2006, p. 146.
7. ↑  Colledge, Warlow 2006, p. 259.
8. ↑  Colledge, Warlow 2006, p. 174.
9. ↑  Colledge, Warlow 2006, p. 300.
10. ↑  Colledge, Warlow 2006, p. 76.
11. ↑  Colledge, Warlow 2006, p. 277.
12. ↑  Colledge, Warlow 2006, p. 211.
13. ↑  Colledge, Warlow 2006, p. 374.
14. ↑  Colledge, Warlow 2006, p. 131.
15. ↑  Colledge, Warlow 2006, p. 49.
16. 1 2  Colledge, Warlow 2006, p. 62.